# (9572) 1988 RS6
(9572) 1988 RS6 est un astéroïde de la ceinture principale aréocroiseur découvert en 1988.

## Description
(9572) 1988 RS6 a été découvert le 8 septembre 1988 à l'observatoire de La Silla, au Chili,  par Henri Debehogne.

### Caractéristiques orbitales
L'orbite de cet astéroïde est caractérisée par un demi-grand axe de 2,21 UA, un périhélie de 1,65 UA, une excentricité de 0,25 et une inclinaison de 1,14° par rapport à l'écliptique. Du fait de ces caractéristiques, à savoir un demi-grand axe inférieur à 3,2 UA et un périhélie compris entre 1,3 et 1,666 UA, il croise l'orbite de Mars et est classé, selon la JPL Small-Body Database, comme astéroïde aréocroiseur (aréo venant de Arès).

### Caractéristiques physiques
(9572) 1988 RS6 a une magnitude absolue (H) de 15,6 et un albédo estimé à 0,312.